# ستيفن كلارك فوستر (سياسي)
ستيفن كلارك فوستر (بالإنجليزية: Stephen Clark Foster)‏ هو سياسي أمريكي، ولد في 24 ديسمبر 1799 في ماتشياس في الولايات المتحدة، وتوفي في 5 أكتوبر 1872 في بيمبروك في الولايات المتحدة. حزبياً، نشط في الحزب الجمهوري. وقد انتخب عضو مجلس نواب مين وانتخب عضو مجلس النواب الأمريكي.